# Pichl-Kainisch
Pichl-Kainisch ist eine ehemalige Gemeinde mit 740 Einwohnern in der Steiermark, im steirischen Salzkammergut, Bezirk und Gerichtsbezirk Liezen. Im Rahmen der Gemeindestrukturreform in der Steiermark wurde sie am 1. Jänner 2015 mit den Gemeinden Bad Mitterndorf und Tauplitz zusammengeschlossen, die neue Gemeinde führt den Namen Marktgemeinde Bad Mitterndorf weiter. Grundlage dafür war das Steiermärkische Gemeindestrukturreformgesetz – StGsrG.
Eine Beschwerde, die von den Gemeinden Pichl-Kainisch und Tauplitz gegen die Zusammenlegung beim Verfassungsgerichtshof eingebracht wurde, war nicht erfolgreich.

## Geographie
Die ehemalige Gemeinde Pichl-Kainisch liegt im Hinterberger Tal, zwischen Bad Aussee und Bad Mitterndorf. Im Gemeindegebiet befindet sich der Ödensee mit einer Fläche von circa 19,92 ha. Der Ödensee wird durch die Kainischtraun, einen der drei Quellflüsse der Traun, entwässert.

### Gliederung
Das Gemeindegebiet umfasste vier Ortschaften (Bevölkerung am 1. Jänner 2017 nach Ortschaften):
- Äußere Kainisch (277)
- Knoppen (193)
- Mühlreith (75)
- Pichl bei Aussee (195)

Die Gemeinde bestand aus der einzigen Katastralgemeinde Pichl.

### Nachbargemeinden bis Ende 2014
|            |                                             |                 |
| Bad Aussee | Kompassrose, die auf Nachbargemeinden zeigt | Bad Mitterndorf |
| Gröbming   |                                             |                 |

## Geschichte
Zur Geschichte von Pichl-Kainisch siehe auch Bad Mitterndorf.
Erste Zeugnisse menschlicher Tätigkeit im Gemeindegebiet haben sich aus der  Bronzezeit erhalten. In Mühlreith fand sich ein Lappenbeil, weitere in Kainisch und beim Ödensee. Die Funde stehen in Verbindung mit dem Verkehrsweg von Hallstatt ins Ennstal.
Im Zuge der steirischen Gemeindestrukturreform wurde die Gemeinde 2015 mit den beiden anderen Gemeinden des Hinterberger Tals, Bad Mitterndorf und Tauplitz, fusioniert.
Die Gemeinde machte im In- und Ausland durch die ablehnende Haltung zur Gemeindestrukturreform auf sich aufmerksam.

## Politik
Bürgermeister war bis 31. Dezember 2014 Manfred Ritzinger (SPÖ). Der Gemeinderat setzte sich nach der Gemeinderatswahl 2010 bis zur Auflösung aus sechs Mandataren der SPÖ und drei Mandataren der ÖVP zusammen.

### Wappen
Am 3. Februar 1986 wurde der Gemeinde Pichl-Kainisch ein Gemeindewappen verliehen.

Blasonierung (Wappenbeschreibung):
„In Blau ein schrägrechter silberner Faden mit zwei silbernen, beblätterten Blüten des Fieberklees, die eine abwärts, die andere aufwärts gerichtet“

Das Wappen zeigt den seltenen, in der Gemeinde stark vertretenen Fieberklee, der Faden weist auf die Salzstraße hin.

## Persönlichkeiten

### Ehrenbürger
- 1988: Josef Krainer (1930–2016), Landeshauptmann der Steiermark 1980–1996[8]

### Söhne und Töchter des Ortes
- Hans Schihan (1887–1988), Architekt und Lokalpolitiker
- Herbert Zand (1923–1970), Erzähler, Lyriker, Essayist und Übersetzer
- Werner Haim (1941–2012), Bergsteiger